# Accidente del Cessna Citation II de 2025
El 22 de mayo de 2025, un Cessna Citation II se estrelló en el barrio de Murphy Canyon de San Diego, California (Estados Unidos). En el accidente resultaron 10 casas dañadas, una de las cuales quedó completamente destruida.

## Antecedentes

### Aeronaves y pasajeros
El Cessna Citation II se utiliza principalmente para viajes de negocios y puede transportar de 6 a 8 pasajeros, un piloto y un copiloto. Según los registros de la Administración Federal de Aviación (FAA), fue construido en 1985 y es propiedad de Dave Shapiro bajo Daviation LLC en Homer, Alaska. Shapiro también es propietario de una escuela de vuelo llamada Velocity Aviation. La matrícula del avión es N666DS.
Entre los ocupantes del avión se encontraban Shapiro, al menos un piloto y dos empleados anónimos de Sound Talent Group, empresa cofundada por Shapiro. Se confirmó la muerte de Shapiro y ambos empleados en el accidente. La FAA informó que había seis personas a bordo. Se creía que Daniel Williams, ex baterista de The Devil Wears Prada, también estaba a bordo según publicaciones de Instagram.

### Clima
El clima pudo haber jugado un papel en el accidente. Barry Newman, un abogado de aviación certificado, dijo que a esa hora y en medio de una neblina, el avión probablemente estaba operando según un plan de reglas de vuelo por instrumentos, que normalmente se utiliza cuando la visibilidad es reducida. Los datos del Servicio Meteorológico Nacional mostraron que la visibilidad era de aproximadamente media milla en el momento del accidente, debido a las bajas nubes y la niebla.

## Accidente
La avioneta chocó primero contra los cables eléctricos a dos millas al suroeste de Montgomery-Gibbs, y se encontraron fragmentos del avión en el lugar del impacto. Luego rozó parte de una casa en Tierrasanta antes de estrellarse ligeramente al norte del vecindario de Murphy Canyon. Varios vehículos y 10 viviendas resultaron dañados, y una de ellas quedó completamente destruida. Las viviendas afectadas por el accidente eran viviendas militares. La FAA informó que el accidente ocurrió aproximadamente a las 03:45 del 22 de mayo de 2025, y que el primer informe del accidente fue dos minutos después. El combustible para aviones se distribuyó por toda la zona. Más de 50 agentes de policía acudieron al lugar a los pocos minutos del accidente, y se envió material peligroso.

## Investigación
La NTSB envió ocho investigadores junto con representantes del fabricante del motor del avión y del fabricante de la estructura del avión al lugar del accidente la noche del accidente y planea recuperar los restos para trasladarlos a un lugar seguro el 24 de mayo. Su equipo está trabajando para localizar una grabadora de vuelo en la escena del accidente. La NTSB dijo que debería haber un informe preliminar en su sitio web en dos semanas y un informe final en 12 a 18 meses. La FAA también dijo que estaban investigando el accidente.